# AMD Generic Encapsulated Software Architecture
AMD Generic Encapsulated Software Architecture, kurz AGESA, bezeichnet eine Programmbibliothek für BIOS-Entwickler. Der Chiphersteller Advanced Micro Devices (AMD) verfolgt damit das Ziel, die Entwicklungszeit (Time-to-Market) für die Firmware von Hauptplatinen mit AMD-x86-Prozessoren und -Chipsätzen zu reduzieren. AGESA wurde 2003 eingeführt und seither von zahlreichen BIOS- und UEFI-Herstellern in deren Firmware integriert.

## Technik
AGESA war bis Revision 2 (2006), u. a. für die damaligen Opteron-Prozessoren bis Versionen G und E (Opteron K8 und K9), in Assembler geschrieben und ist seit der „Barcelona“-Architektur Opteron K10 in C implementiert.
AGESA besteht aus einzelnen Modulen. Die drei Hauptmodule sind Prozessor, Speichercontroller und HyperTransport. Der AGESA-Code stellt Funktionen zum Initialisieren, Konfigurieren und zum Abfragen von Informationen der einzelnen Komponenten zur Verfügung und kann über Wrapper-Funktionen von der jeweiligen Firmware genutzt werden. Für Entwickler liefert AMD mit AGESA auch Beispiel-Quelltext, der die Programmierung dieser Wrapper-Funktionen erleichtern soll.

### Entwickler
Laut AMD ist der Vorteil durch die Nutzung von AGESA, dass der bereitgestellte Code die Entwicklung der Firmware vereinfacht, Fehler minimiert und optimierten Code produziert: Die Entwickler bei AMD spezialisieren sich auf die per AGESA bereitgestellten Hardware-nahen Funktionen, während sich die Entwickler der Systemfirmware (BIOS, UEFI) auf deren Funktionen konzentrieren können. Außerdem können Fehlerkorrekturen schneller an alle Hersteller gleichermaßen verteilt werden, die Integration in die Mainboard-spezifische Firmware wird durch die Standardisierung vereinfacht und dadurch auch beschleunigt.
Die AMD Generic Encapsulated Software Architecture muss von den Herstellern von Systemfirmware mit AMD-Prozessoren lizenziert werden. Für die Integration in das quelloffene und freie Coreboot muss vom jeweiligen Entwickler ein Geheimhaltungsvertrag (NDA, non-disclosure agreement) unterzeichnet werden. AGESA ist eine unregistrierte Warenmarke („AGESA™“).
AMD arbeitet mit den Mainboard-Firmware-Entwicklern zusammen und unterstützt sowohl den BIOS-Nachfolger UEFI als auch die freie Alternative Coreboot (ehemals LinuxBIOS).

### Benutzer
Für Benutzer eines x86-Windows-PCs mit AMD-Prozessor, das sind Endbenutzer im privaten Bereich (Heimanwender) sowie Firmen als Endkunden (und deren Administratoren als Benutzer), ist „AGESA“ oft deswegen ein Begriff, weil die AGESA-Revision bei BIOS- oder UEFI-Aktualisierungen zwar nicht immer, aber relativ häufig, im Changelog angegeben ist. So werden mit einem AGESA-Update oft neuere AMD-Prozessoren unterstützt, Funktionen verbessert oder Fehler beseitigt – und mit dem jeweiligen BIOS- oder UEFI-Update dann ebenso. Da per AGESA-Update auch kritische Fehler schneller beseitigt werden können, ist es indirekt Teil des zusätzlichen Schutzes, der bereits bei vielen BIOS- und UEFI-Implementierungen als Trusted Execution Environment vorhanden ist: per Vertrauenskette (englisch Chain of Trust) wird dabei nur per Signaturprüfung authentifizierter Code geladen. Die nötige Hardware steckt bei AMD im Platform Security Processor (PSP, seit 2014).
Beispiele:
- Im Jahr 2014 behob die Aktualisierung von AGESA-Code einige Sicherheitslücken in den Baureihen Trinity, Richland, Kaveri und Kabini. Die Prozessoren finden sich auf Motherboards mit den Fassungen FM2, FM2+, AM1, oder auch als BGA-Versionen zum Auflöten.[2]
- Nach der Einführung der Ryzen-Prozessoren 2017 wurde mit dem AGESA-Update 1.0.0.6 die Unterstützung von Speichermodulen (DIMMs) stark verbessert.[3]

## Versionen
| Name        | Mikroarchitektur | Version          | Hinweise                                        | Datum          |
| ----------- | ---------------- | ---------------- | ----------------------------------------------- | -------------- |
| ComboAM5PI  | Zen 5 Zen 4      | 1.2.0.3a Patch A | RAM-Kompatibilität im Single Rank und Dual Rank | Januar 2025    |
| ComboAM5PI  | Zen 5 Zen 4      | 1.2.0.2          | Reduzierte Inter-Core-Latenz                    | September 2024 |
| ComboAM5PI  | Zen 5 Zen 4      | 1.2.0.1          | Schließt Sicherheitslücken (AMD-SB-7014)        | August 2024    |
| ComboAM5PI  | Zen 5 Zen 4      | 1.2.0.0a         | Performance, Fehlerbereinigungen                | Juni 2024      |
| FireRangePi | Zen 5 Zen 4      | 1.1.7.0 Patch A  | Unterstützung für Ryzen 9000                    | April 2024     |
| ComboAM5PI  | Zen 4            | 1.1.0.1          | Schließt Sicherheitslücken (LogoFAIL)           | Januar 2024    |
| ComboAM5PI  | Zen 4            | 1.1.0.0          | Fehlerbereinigungen                             | Dezember 2023  |
| ComboAM5PI  | Zen 4            | 1.0.9.0          | Fehlerbereinigungen mit USB 3.0                 | November 2023  |
| ComboAM5PI  | Zen 4            | 1.0.8.0          | Unterstützung für Phoenix                       | Oktober 2023   |
| ComboAM5PI  | Zen 4            | 1.0.0.7c         | Behebt Boot-Problem bei bestimmtem RAM          | August 2023    |
| ComboAM5PI  | Zen 4            | 1.0.0.7          | Begrenzung der Kernspannung auf 1,3 Volt        | Mai 2023       |
| ComboAM5PI  | Zen 4            | 1.0.0.6          | Fehlerbereinigungen                             | April 2023     |
| ComboAM5PI  | Zen 4            | 1.0.0.5 Patch C  | Unterstützung für Ryzen 7000X3D                 | März 2023      |
| ComboAM5PI  | Zen 4            | 1.0.0.4          | Unterstützung für Ryzen 7000 mit 65 Watt        | Januar 2023    |
| ComboAM5PI  | Zen 4            | 1.0.0.3 Patch A  | Performance, GeForce RTX 40, Ryzen Master       | September 2022 |
| ComboAM5PI  | Zen 4            | 1.0.0.3          | Optimierte Systemeinstellungen                  | September 2022 |
| ComboAM5PI  | Zen 4            | 1.0.0.2          | Verbesserte Systemstabilität                    | September 2022 |
| ComboAM5PI  | Zen 4            | 1.0.0.1 Patch H  | Verbesserte RAM-Kompatibilität                  | September 2022 |

| Name           | Mikroarchitektur           | Version     | Hinweise                                                                             | Datum          |
| -------------- | -------------------------- | ----------- | ------------------------------------------------------------------------------------ | -------------- |
| Combo-AM4v2    | Zen 3 Zen 2 Zen+ Zen       | 1.2.0.E     | Schließt Sicherheitslücken (AMD-SB-7033)                                             | März 2025      |
| Combo-AM4v2    | Zen 3 Zen 2 Zen+ Zen       | 1.2.0.D     | Schließt Sicherheitslücken (AMD-SB-7027)                                             | Februar 2025   |
| Combo-AM4v2    | Zen 3 Zen 2 Zen+ Zen       | 1.2.0.Cc    | Schließt Sicherheitslücke in Ryzen 3000 (Sinkclose/SMM Lock Bypass AMD-SB-7014)      | September 2024 |
| Combo-AM4v2    | Zen 3 Zen 2 Zen+ Zen       | 1.2.0.Cb    | Schließt Sicherheitslücke in Ryzen 4000/5000 (Sinkclose/SMM Lock Bypass AMD-SB-7014) | August 2024    |
| Combo-AM4v2    | Zen 3 Zen 2 Zen+ Zen       | 1.2.0.Ca    | Schließt Sicherheitslücke in Renoir (Zenbleed AMD-SB-7008)                           | April 2024     |
| Combo-AM4v2    | Zen 3 Zen 2 Zen+ Zen       | 1.2.0.C     | Schließt Sicherheitslücke in Matisse (Zenbleed AMD-SB-7008)                          | März 2024      |
| Combo-AM4v2    | Zen 3 Zen 2 Zen+ Zen       | 1.2.0.B     | Schließt Sicherheitslücke in Ryzen 5000 (Inception AMD-SB-7005) und LogoFAIL         | September 2023 |
| Combo-AM4v2    | Zen 3 Zen 2 Zen+ Zen       | 1.2.0.A     | Schließt Sicherheitslücken                                                           | April 2023     |
| Combo-AM4v2    | Zen 3 Zen 2 Zen+ Zen       | 1.2.0.8     | Schließt Sicherheitslücken in Cezanne                                                | Januar 2023    |
| Combo-AM4v2    | Zen 3 Zen 2 Zen+ Zen       | 1.2.0.7     | Unterstützung für Cezanne mit 300-Chipsatz                                           | April 2022     |
| Combo-AM4v2    | Zen 3 Zen 2 Zen+ Zen       | 1.2.0.6b    | Unterstützung für Ryzen 5800X3D                                                      | März 2022      |
| Combo-AM4v2    | Zen 3 Zen 2 Zen+ Zen       | 1.2.0.5     | Fehlerbereinigungen                                                                  | Dezember 2021  |
| Combo-AM4v2    | Zen 3 Zen 2 Zen+ Zen       | 1.2.0.3c    | Unterstützung für Vermeer, Renoir mit 300-Chipsatz                                   | Oktober 2021   |
| Combo-AM4v2    | Zen 3 Zen 2 Zen+ Zen       | 1.2.0.2     | Fehlerbereinigungen                                                                  | März 2021      |
| Combo-AM4v2    | Zen 3 Zen 2 Zen+ Zen       | 1.2.0.1     | Fehlerbereinigungen                                                                  | Februar 2021   |
| Combo-AM4v2    | Zen 3 Zen 2 Zen+ Zen       | 1.2.0.0     | Unterstützung für Vermeer, Renoir, Cezanne mit 400-Chipsatz                          | Januar 2021    |
| Combo-AM4v2    | Zen 3 Zen 2 Zen+ Zen       | 1.1.9.0     | Curve Optimizer für Undervolting und Übertakten                                      | Januar 2021    |
| Combo-AM4v2    | Zen 3 Zen 2 Zen+ Zen       | 1.1.0.0d    | Unterstützung für 400-Chipsatz                                                       | Dezember 2020  |
| Combo-AM4v2    | Zen 3 Zen 2 Zen+ Zen       | 1.1.0.0c    | Fehlerbereinigungen                                                                  | November 2020  |
| Combo-AM4v2    | Zen 3 Zen 2 Zen+ Zen       | 1.1.0.0     | Fehlerbereinigungen                                                                  | September 2020 |
| Combo-AM4v2    | Zen 3 Zen 2 Zen+ Zen       | 1.0.8.1     | Fehlerbereinigungen                                                                  | September 2020 |
| Combo-AM4v2    | Zen 3 Zen 2 Zen+ Zen       | 1.0.8.0     | Unterstützung für Vermeer mit 500-Chipsatz                                           | August 2020    |
| Combo-AM4v2    | Zen 3 Zen 2 Zen+ Zen       | 1.0.0.2     | Unterstützung für B550-Chipsatz, Matisse XT, Renoir                                  | Juni 2020      |
| Combo-AM4      | Zen 2 Zen+ Zen (Excavator) | 1.0.0.6     | Fehlerbereinigungen                                                                  | Juni 2020      |
| Combo-AM4      | Zen 2 Zen+ Zen (Excavator) | 1.0.0.5     | Fehlerbereinigungen                                                                  | April 2020     |
| Combo-AM4      | Zen 2 Zen+ Zen (Excavator) | 1.0.0.4b    | Unterstützung für Ryzen 9 3950X, Zen und Zen+                                        | November 2019  |
| Combo-AM4      | Zen 2 Zen+ Zen (Excavator) | 1.0.0.3abba | Fehlerbereinigungen                                                                  | September 2019 |
| Combo-AM4      | Zen 2 Zen+ Zen (Excavator) | 1.0.0.3abb  | Fehlerbereinigungen                                                                  | August 2019    |
| Combo-AM4      | Zen 2 Zen+ Zen (Excavator) | 1.0.0.3aba  | Fehlerbereinigungen                                                                  |                |
| Combo-AM4      | Zen 2 Zen+ Zen (Excavator) | 1.0.0.3ab   | Fehlerbereinigungen                                                                  |                |
| Combo-AM4      | Zen 2 Zen+ Zen (Excavator) | 1.0.0.3a    | Fehlerbereinigungen                                                                  |                |
| Combo-AM4      | Zen 2 Zen+ Zen (Excavator) | 1.0.0.3     | Fehlerbereinigungen                                                                  |                |
| Combo-AM4      | Zen 2 Zen+ Zen (Excavator) | 1.0.0.2     | Fehlerbereinigungen                                                                  |                |
| Combo-AM4      | Zen 2 Zen+ Zen (Excavator) | 1.0.0.1     | Vollständige Unterstützung für Matisse                                               |                |
| Combo-AM4      | Zen 2 Zen+ Zen (Excavator) | 0.0.7.2     | Unterstützung für Picasso und vorläufig für Matisse                                  | März 2019      |
| PinnaclePI-AM4 | Zen+ Zen Excavator         | 1.0.0.6     |                                                                                      | Dezember 2018  |
| PinnaclePI-AM4 | Zen+ Zen Excavator         | 1.0.0.4     |                                                                                      | August 2018    |
| PinnaclePI-AM4 | Zen+ Zen Excavator         | 1.0.0.2a    |                                                                                      | Juni 2018      |
| PinnaclePI-AM4 | Zen+ Zen Excavator         | 1.0.0.2     |                                                                                      | Juni 2018      |
| PinnaclePI-AM4 | Zen+ Zen Excavator         | 1.0.0.1a    |                                                                                      | März 2018      |
| SummitPI-AM4   | Zen Excavator              | 1.0.0.6b    |                                                                                      | September 2017 |
| SummitPI-AM4   | Zen Excavator              | 1.0.0.6a    |                                                                                      | Juli 2017      |
| SummitPI-AM4   | Zen Excavator              | 1.0.0.6     | Unterstützung für DDR4-RAM bis 4000 MHz                                              | Mai 2017       |
| SummitPI-AM4   | Zen Excavator              | 1.0.0.4a    |                                                                                      | April 2017     |